# Гипоменорея
Гипоменорея (скудные месячные) — нарушение менструального цикла, характеризующееся скудным менструальным кровотечением с кровопотерей менее физиологической нормы (менее 50 мл). При гипоменорее менструальные выделения имеют вид следов или капель крови светлого или темного коричневого цвета. Продолжительность менструации при гипоменорее сохраняется или укорачивается на фоне нормального двухфазного менструального цикла.
Термин "Гипоменорея" указан международной организацией FIGO в списке устаревших понятий, которые не должны употребляться.
Задержка менструации и гипоменорея могут сопровождаться головными болями, тошнотой, чувством стеснения в груди, болью в пояснице, диспепсией или запором. Сами менструации могут сопровождаться сильными болями и спастическими сокращениями матки. Некоторые пациентки при гипоменорее отмечают носовые кровотечения, сопровождающие каждую менструацию. Гипоменорея, как правило, сопровождаются уменьшением секреции эстрогенов и, как следствие, снижением либидо и репродуктивной функции. Однако, чаще всего, гипоменорея протекает безболезненно и практически незаметно для женщины, не вызывая у неё особого беспокойства.
Гипоменорея в период становления менструальной функции (полового созревания) или её угасания (пременопауза) свидетельствуют о естественных возрастных гормональных перестройках в организме и не являются признаком патологии. Однако, в репродуктивной фазе гипоменорея и другие проявления гипоменструального синдрома являются признаками серьезных расстройств в половой и других системах организма. Необходимо тщательное всестороннее обследование для выяснения причин гипоменореи.
Лечение гипоменореи зависит от обуславливающей её причины.
Для диагностирования гипоменореи проводится ультразвуковая диагностика, лабораторные анализы, в том числе анализ мочи на выявление 17-кетостероидов, в некоторых случаях диагностическое выскабливание слизистой матки.
Гипоменорею могут повлечь за собой нарушения работы эндокринной системы, врачебные манипуляции, такие как аборты, резкая потеря веса, малокровие, проблемы с ЦНС, интоксикация организма, нарушение обмена веществ, травмы, побочное действие от лекарственных препаратов и грудное вскармливание.